# Journaled File System
Journaled File System (JFS) è un file system journaling a 64 bit robusto e scalabile creato dalla IBM per AIX, attualmente disponibile anche per OS/2 e Linux.

## Storia
IBM ha introdotto JFS nel 1990 con la versione 3.1 del suo sistema Unix AIX. La prima versione di JFS è stata il file system principale per milioni di installazioni di AIX nell'arco di 10 anni.
All'inizio del 1995 IBM immette una nuova versione di JFS maggiormente scalabile, con il supporto SMP e portabile su più piattaforme. Da questa versione nasceranno JFS per OS/2 e JFS per Linux.
La prima versione di produzione per OS/2 è stata introdotta con OS/2 Warp Server for eBusiness nel 1999 mentre la prima versione di produzione per Linux risale al 2001. A partire dal kernel Linux 2.4.20, JFS inizia a fare parte del ramo ufficiale di sviluppo.
Spesso JFS viene confuso con una versione omonima OEM del file system VxFS della Veritas Software: su HP-UX è noto anche con il nome di OJFS.

## JFS su Linux
Le seguenti distribuzioni godono del supporto JFS. Alcune di esse, sebbene derivate da una di quelle indicate, potrebbero non prevederlo di default.
| Distribuzione          | Versione iniziale | Data di distribuzione |
| ---------------------- | ----------------- | --------------------- |
| Arch Linux             | 0.6               | 03/2004               |
| Ark Linux              | 1.0 alpha 6       | 01/2003               |
| Debian                 | 3.0               | 07/2002               |
| Gentoo Linux           | 1.4               | -                     |
| Knoppix Linux          | 3.1               | -                     |
| Mandriva Linux         | 8.0               | 2001                  |
| Fedora (Red Hat Linux) | 7.3               | 05/2002               |
| Slackware              | 8.1               | 06/2002               |
| SuSE Linux             | 7.3               | 2001                  |
| Turbolinux             | 7.0               | -                     |
| United Linux           | 1.0               | -                     |
| Ubuntu                 | 4.10              | 10/2004               |
| Kate OS                | 1.01              | -                     |

In alcune distribuzioni (come SUSE e Fedora), JFS non è supportato ufficialmente. Secondo Linux Magazine "JFS, un filesystem sviluppato dalla IBM, ha fallito il suo obiettivo di essere un punto di riferimento", considerando inferiore rispetto ad XFS.
Secondo recensioni e analisi di prestazioni, JFS è molto veloce e affidabile, con buone prestazioni in diverse situazioni di carico, a differenza degli altri filesystem che si comportano meglio solo in certe situazioni.